# Samoz
Le samoz (en russe : Самоз) est un art martial d'origine russe, créé spécifiquement pour la police secrète et les Forces Spéciales. Classé top-secret par le NKVD, le samoz est de l'aïkido russe. On le retrouve également sous la simple appellation de SAM.

## Le terme samoz

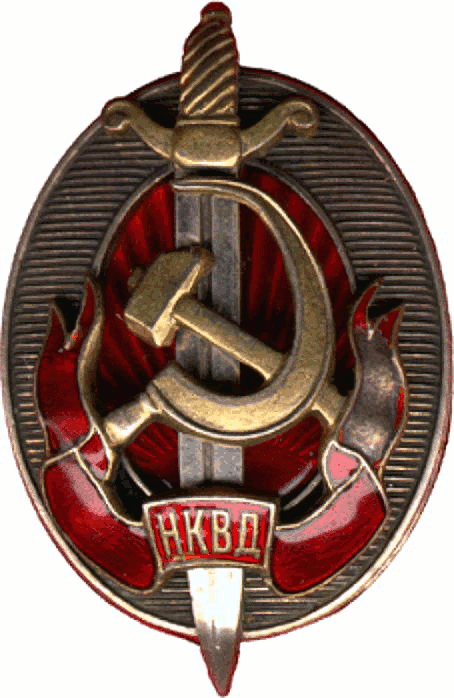
Emblème du NKVD (1940) : Épée et bouclier.

Le samoz (en russe : Самоз) est une abréviation du mot russe « samozachtchita » (en russe : Самозащита), signifiant « autodéfense ». Le samoz est un système militaire de combat à mains nues, basé et développé sur l’expérience du champ de bataille. Son développement était destiné principalement aux agences gouvernementales de sécurité (NKVD, Guépéou, direction générale des renseignements de l'État-Major des forces armées, SMERSH). Le samoz est l'art martial précurseur au premier balbutiement du sambo.

## Le contenu du samoz
Ce système de combat à mains nues possède un éventail de techniques provenant de différentes formes de combats natives à l’URSS aussi bien que des techniques les plus efficaces originaires d’autres systèmes. L’intégration de la « gymnastique militaire appliquée » à cette méthode occupe une place prépondérante dans l’élaboration du samoz. L’approche du samoz permet de développer la sensibilité kinesthésique et la conscience psychophysiologique au moyen d’exercices biomécaniques et de luttes. La notion de « Technique » est absente dans ce style de sambo. Celle-ci est plutôt basée sur la compréhension du fonctionnement du corps humain, comme la façon de faciliter l'inclination naturelle du corps humain. L’apprentissage du samoz réside dans l'efficacité biomécanique : utiliser un minimum d'énergie pour un maximum d’efficacité.

## La création du samoz
Le développement de ce style s’est effectué par un officier de l’Armée rouge et vétéran de la guerre russo-japonaise de 1904-1905, Viktor Afanassievitch Spiridonov et est resté classé top-secret durant la majorité du XXe siècle. En 1923, un club « sportif » est créé pour l'enseignement spécifique aux militaires, gardes frontières, police spéciale : le Club Dynamo. Le samoz est alors placé sous la protection de la sécurité d'État, par le NKVD. Le Dynamo devient le lieu de propagation d'un système d'autodéfense gardé secret. Il est enseigné aux troupes de la tchéka qui deviendront, après le décès de Staline, un groupe des Forces Spéciales : les spetsnaz. Le style de Spiridonov, à cause de certaines ressemblances, peut évoquer de l’aïkido  russe.

## Le samoz aujourd'hui
En dépit du secret entourant la création et l’enseignement du samoz pour le NKVD, qui est devenu le KGB par la suite, cet art martial a eu un impact significatif sur le développement de plusieurs autres méthodes de combats russes développées après la révolution d’Octobre et durant l’époque de la guerre froide. Le samoz de V.A. Spiridonov a fortement influencé les différentes formes de sambo russe (Boïevoe Sambo et Borba Sambo) et est à l’origine des versions modernes du Systema.
Encore aujourd’hui, le style de Spiridonov est très, très rarement démontré et observé à l'extérieur des groupes des Forces Spéciales en Russie.